# Piaseczno Chyliczki
Piaseczno Chyliczki – zlikwidowany wąskotorowy kolejowy przystanek osobowy w Piasecznie, w województwie mazowieckim, w Polsce.